# Habenaria clavata
Habenaria clavata är en orkidéart som först beskrevs av John Lindley, och fick sitt nu gällande namn av Heinrich Gustav Reichenbach. Habenaria clavata ingår i släktet Habenaria och familjen orkidéer. Inga underarter finns listade i Catalogue of Life.